# Vis a vis (sèrie de televisió)
Vis a vis és una sèrie de televisió espanyola, ambientada dins una presó, de gènere dramàtic i suspens, produïda per Globomedia i FOX Networks Groups España per a Atresmedia i més endavant per FOX España. Es va estrenar el 20 d'abril de 2015 com a líder de la nit de dimecres, amb un 22,4% de quota de pantalla i una mitjana de 4.308.000 espectadors. El 26 de maig de 2015 la sèrie va ser renovada per una segona temporada, la qual va començar a rodar-se el 28 d'octubre de 2015 i va començar a emtre a partir del 31 de març de 2016.
Quan la sèrie va ser anunciada alguns mitjans la van comparar amb la ficció nord-americana Orange is the new black, prejutjant-la de còpia de la sèrie de Netflix, però després del llançament de l'episodi pilot, la crítica va trobar diferències amb l'americana. L'últim capítol de la segona temporada va ser emès el 22 de juny, i Antena 3 va decidir no renovar la sèrie per una tercera temporada.
Un any després de la seva cancel·lació, el 6 de juliol de 2017, es va comunicar que Atresmedia va arribar a un acord amb FOX España i Globomedia per la producció de la tercera temporada, la qual es va estrenar a FOX España el 23 d'abril de 2018, sent així el més vist de la televisió de pagament. El 19 d'abril de 2018, abans de l'emissió de la tercera temporada, es va confirmar oficialment la continuïtat de la sèrie amb una quarta temporada que es començaria a gravar al juliol de 2018.
El gener del 2019 es va anunciar que la sèrie s'acomiadava aquell febrer per sempre. L'últim capítol es va emetre el 4 de febrer del 2019 a les 22.00 hores.

## Història
Originalment, el títol de la sèrie era Mosquita muerta, però finalment Antena 3 va canviar el nom per Vis a vis abans de l'estrena, sense haver arribat mai a utilitzar el primer nom de forma oficial. La primera temporada, en un principi, tindria 13 capítols, tot i que a causa de la simultaneïtat entre emissió i rodatge només se'n van enregistrar 11. El 17 de maig de 2016 la sèrie es va estrenar al canal britànic Channel 4. Després d'això també s'ha estrenat a diversos països d'Hispanoamèrica; ha estat la primera sèrie espanyola dins la plataforma Amazon Prime Video als Estats Units, i també és distribuïda per Netflix. A més a més, la BBC va comprar els drets per poder dur a terme adaptacions de la sèrie. Abans de l'anunci oficial que FOX Networks Group España havia arribat a un acord amb Atresmedia i Globomedia per la tercera temporada, ja corrien rumors del rescat per part de FOX. El 23 de novembre de 2017 es va començar el rodatge que va durar poc més de dos mesos. Walter Presents va adquirir els drets de distribució al Regne Unit, com va fer a les temporades prèvies.

## Argument
Macarena (Maggie Civantos) és una jove ingènua que, per amor al seu cap, comet diversos delictes de manipulació i malversació de comptes en l'empresa en la qual treballa. És descoberta i acusada de quatre delictes fiscals, pel que és reclosa a la presó "Cruz de Sud". Allà s'enfronta amb les altres noies que estan a presó, amb nous problemes i a les complicades relacions entre les recluses, entre les quals destaca Zulema (Najwa Nimri) la interna més perillosa del centre.
La presó és un lloc on aviat descobreix que les possibilitats de sobreviure als set anys que demanen de condemna, passen per canviar, evolucionar i convertir-se en una altra persona molt diferent, mentre la seva família fa el possible per trobar pistes per treure-la de la presó. Per aquesta qüestió es posen amb problemes amb la parella de Zulema, l'"Egipci" (Adryen Mehdi).
La sèrie reflexa el dia a dia de les empresonades i dels funcionaris dins la presó, i també la transformació d'una persona inofensiva, aparentment incapaç de fer mal, en una supervivent que va deixant de banda els escrúpols. La lluita per sobreviure mara la convivència entre les preses, amb aliances, traïcions i venjances tant entre elles, com entre els funcionaris.

## Repartiment

### 1a temporada

#### Repartiment principal
- Maggie Civantos - Macarena Ferreiro Molina
- Carlos Hipólito - Leopoldo Ferreiro Lobo
- i Roberto Enríquez - Fabio Martínez León
- Cristina Plazas - Miranda Aguirre Senén
- Berta Vázquez - Estefanía Kabila Silva «Rizos»
- Alba Flores - Saray Vargas de Jesús
- Inma Cuevas - Ana Belén «Anabel» Villaroch Garcés
- María Isabel Díaz - Soledad «Sole» Núñez Hurtado
- María Salgueiro - Encarna Molina
- Ramiro Blas - Carlos Sandoval Castro
- Alberto Velasco - Antonio Palacios Lloret
- Marta Aledo - Teresa «Tere» González Largo
- Daniel Ortiz - Román Ferreiro Molina
- Harlys Becerra - Ismael Valbuena Ugarte
- Laura Baena - Antonia Trujillo Díez
- Najwa Nimri com Zulema Zahir

### 2a temporada

#### Repartiment principal
- Maggie Civantos - Macarena Ferreiro Molina
- Carlos Hipólito - Leopoldo Ferreiro Lobo
- i Roberto Enríquez - Fabio Martínez León
- Cristina Plazas - Miranda Aguirre Senén
- Berta Vázquez - Estefanía Kabila Silva «Rizos»
- Alba Flores - Saray Vargas de Jesús
- Inma Cuevas - Ana Belén «Anabel» Villaroch Garcés
- María Isabel Díaz - Soledad «Sole» Núñez Hurtado
- María Salgueiro - Encarna Molina
- Ramiro Blas - Carlos Sandoval Castro
- Alberto Velasco - Antonio Palacios Lloret
- Marta Aledo - Teresa «Tere» González Largo
- Daniel Ortiz - Román Ferreiro Molina
- Harlys Becerra - Ismael Valbuena Ugarte
- Laura Baena - Antonia Trujillo Díez
- Najwa Nimri com a Zulema Zahir

### 3a temporada

#### Repartiment principal
- Maggie Civantos - Macarena Ferreiro Molina
- Najwa Nimri - Zulema Zahir
- i Roberto Enríquez - Fabio Martínez León
- Berta Vázquez - Estefanía Kabila Silva «Rizos»
- Alba Flores - Saray Vargas de Jesús
- Inma Cuevas - Ana Belén «Anabel» Villaroch Garcés
- María Isabel Díaz - Soledad «Sole» Núñez Hurtado
- Ruth Díaz - Mercedes Carrillo
- Marta Aledo - Teresa «Tere» González Largo
- Laura Baena - Antonia Trujillo Díez
- Huichi Chiu - Akame
- Jesús Castejón - Inspector Damián Castillo
- Javier Lara - Álex Moncada
- Abril Zamora – Luna Garrido

##### Amb la col·laboració de
- Ramiro Blas- Carlos Sandoval Castro
- Ana Marzoa - Prudencia «Pruden» Mosqueira
- Luis Callejo - Andrés Frutos
- Adriana Paz - Altagracia Guerrero
- Georgina Amorós - Fatima Zahir
- Benjamin Vicuña - Hierro

## Personatges
- MACARENA FERREIRO: Interpretada per MAGGIE CIVANTOS Macarena és la protagonista de la sèrie. El seu caràcter innocent i confiat fa que acabi a la presó, acusada de diversos delictes de malversació de fons, per culpa de Simó, un home casat, del que s'enamora, i la utilitza com a cap de turc. Al jutjat, Simón nega tenir una relació sentimental amb ella, i Macarena acaba presa, pagant per una cosa que no ha fet conscientment, sinó enganyada per ell. Entra a la presó preventiva amb una fiança d'1 milió d'euros, i una possible condemna de 7 anys, a espera del judici.
- ESTEFANÍA, ALIAS “RIZOS”: Interpretada per BERTA VÁZQUEZ: La Rizos, és una de les companyes de cel·la de Maca. Posa el punt lèsbic de la presó. S'enamora de Maca, i inician una bonica amistat, amb alts i baixos, on el caràcter impulsiu de Rínxols, li causa problemes, però al seu torn, també se un gran suport per afrontar conflictes amb altres preses. La seva condemna és de les més suaus, i està a punt d'aconseguir el tercer grau, encara que per això necessita un lloc de treball que ningú li ofereix.
- ZULEMA ZAHIR: Interpretada per NAJWA NIMRI: Zulema és, sens dubte, la presa més perillosa de Creu del Sud. D'origen àrab, compta amb l'ajut del seu xicot, l'egipci, pròfug de la justícia. És una persona narcisista, psicòpata, sense escrúpols, manipuladora, molt intel·ligent i calculadora. No li importa ningú amb tal d'aconseguir els seus objectius, ni tan sols el seu nuvi, al qual ven per aconseguir els diners de la Yolanda. Arriba a trasbalsar l'espectador amb els seus dubtis i aquesta temprança malvada amb la qual porta a terme les seves accions. Macarena i la seva família son víctimes de la seva maldat en primera persona.
- SARAY VARGAS: Interpretada per ALBA FLORES: Saray és una presa d'ètnia gitana. És de caràcter impulsiu. La seva mirada penetrant fa que sigui una de les preses més temudes. Repudiada per la seva família, en conèixer les seves inclinacions homosexuals, tot i haver-se casat amb un gitano per satisfer un deute familiar. Està enamorada d'Rizos, amb qui va tenir un romanç, que ja va acabar, i no perdona Maca seu acostament amb ella. Comparteix cel·la amb Zulema, i el segueix en les seves malifetes, encara que moltes vegades no estigui d'acord amb els seus mètodes.
- ANABEL VILA: Interpretada per INMA CUEVAS: Anabel és l'encarregada dels tripijocs a la presó. Aconsegueix qualsevol cosa a canvi de favors constants que cobra molt cars. La seva màxima rival és Zulema, però tenen un pacte per no interferir cadascuna en el seu. Macarena se una de les seves víctimes, ja que acaba havent-li favors que no po pagar.
- SOLE NÚÑEZ: Interpretada per MARÍA ISABEL DÍAZ LAGO: Sole, d'origen cubà, és una de les preses més veteranes de la presó. Compleix condemna per matar el seu marit, al qual va descobrir una infidelitat amb la seva millor amiga. I cansada de suportar maltractaments i vexacions per part d'aquest, el va matar. És companya de cel·la de Macarena. Té amb les preses una relació maternal, i no dubta a donar bons consells. No es fica en embolics, i és de les més estimades per totes, pel seu caràcter alegre i bondadós. Pateix una cardiopatia, i necessita un trasplantament de cor per sobreviure.
- TERE GONZÁLEZ: Interpretada per MARTA ALEDO: Tere és la ionqui de la presó. El seu passat toxicòman ha fet que acabi en Creu del Sud. El seu personatge lluitarà per deixar les drogues, no sense certs alts i baixos. El seu nòvio de tota la vida, l'abandona en sortir de presó, per començar una nova vida sense drogues, en el qual ella no té cabuda.
- ANTONIA TRUJILLO: In terpretada por LAURA BAENA: Antònia és una presa d'ètnia gitana. Pateix condemna per homicidi, va matar un cosí seu que va intentar violar la seva filla. És temperamental, espontània i impulsiva. Es la causant d'una baralla contra Macarena, per culpar-d'haver-les deixat sense televisió el dia que donaven la pel·lícula "Pretty woman".
- FABIO MARTÍNEZ: Interpretat per ROBERTO ENRÍQUEZ: Fabio és un antic policia que va dimitir del seu càrrec després que una banda de l'Est deixés cega la seva dona com a venjança per haver-los atrapat. Aquest fet personal destrossar la seva vida, i des de llavors viu pres en la seva ràbia i frustració. Fabio és el mascle alfa dels funcionaris de Creu del Sud. És una persona vehement, visceral, i que sovint es pren la justícia pel seu compte. L'arribada de Macarena li desperta emocions noves, i encara que al principi recela d'ella, no triga a adonar-se que és diferent a les altres.
- ANTONIO PALACIOS: Interpretat per ALBERTO VELASCO: Palacios és un funcionari de caràcter ingenu, racional, reflexiu i bonàs. És el millor amic de Fabio, tot i ser antagonistes. I encara que no comparteix els seus mètodes, fa els ulls grossos a vegades, per fidelitat. És solter, i viu amb la seva mare, la qual li controla en excés, i té poca experiència en l'amor.
- ISMAEL VALBUENA: Interpretat per HARLYS BECERRA: Valbuena és un funcionari que no sempre juga net en el seu tracte amb les preses. Fabio ho cala de seguida, i no li posa les coses fàcils. En aquesta primera temporada no ha adquirit massa protagonisme. Crec que en la següent dona més joc.
- MIRANDA AGUIRRE: Interpretada per CRISTINA PLAZAS: Miranda és la directora de Creu del Sud. El seu marit l'ha abandonat sense una explicació, el que la té una mica descentrada. És una dona de caràcter fort per suportar el cara a cara amb les preses, però alhora és comprensiva i afectuosa amb elles. La seva major preocupació és la reputació de la presó de cara a la reinserció de les preses.
- CARLOS SANDOVAL: Interpretado per RAMIRO BLAS: Sandoval és el doctor de la presó. Fa ús i abús del seu poder per rebre favors sexuals per part de les preses. És un ésser menyspreable, manipulador i repulsiu. Tergiversa els fets per tal d'aconseguir els seus objectius. Té una fixació especial amb Macarena, perquè no cau en les seves trampes, i li complica molt les coses.
- LEOPOLDO FERREIRO: Interpretado per CARLOS HIPÓLITO: Leopoldo és el pare Macarena. Guàrdia civil retirat, coneix bé els secrets de la presó. Té problemes de salut, porta un bypass i patà un ictus sense greus conseqüències. Per tal de defensar la seva filla i la seva família, lluita contra tot, per sobre de la legalitat si cal.
- ROMÁN FERREIRO: Interpretado per DANIEL ORTIZ: Román és el germà gran de Macarena. Estava a punt de casar-se amb Lídia, però la seva vida dona un gir de 180 graus per ajudar a la seva germana. Es involucra al costat del seu pare en el segrest de l'egipci, al qual acaben assassinant, com a venjança per la mort de Lucía, la filla de la seva promesa.
- ENCARNA MOLINA: Interpretada per MARÍA SALGUEIRO: Encarna és la mare de Macarena. Va ser infermera de professió. Al principi la condemna de la seva filla la deixa fora de joc, sumida en una profunda depressió. Però els fets fan que canviï el xip, i passa de ser una depressiva pastillera a ser una supermami capaç de matar per la seva família, si calgués.
- HANBAL HAMADI, ALIAS “EL EGIPCIO”: Interpretado per ADRYEN MEHDI L'Egipci és el nuvi de Zulema. És el malote de la sèrie. Pròfug de la justícia, té un pla per apoderar-se dels 9 milions d'euros que va robar la presa Yolanda. Mantinde un pols amb la família Ferreiro per aconseguir els diners, però finalment Zulema li vende per diners als Ferreiro, que posan fi a la seva vida com a venjança per la mort de la petita Lucía.

## Temporades
| Temporada | Temporada | Canal      | Episodis | Estrena            | Final               | Audiència mitjana | Audiència mitjana |
| Temporada | Temporada | Canal      | Episodis | Estrena            | Final               | Espectadors       | Audiència         |
| --------- | --------- | ---------- | -------- | ------------------ | ------------------- | ----------------- | ----------------- |
|           | 1         | Antena 3   | 11       | 20 d'abril de 2015 | 2 de juliol de 2015 | 3 547 000         | 19,9%             |
|           | 2         | Antena 3   | 13       | 31 de març de 2016 | 22 de juny de 2016  | 2 425 000         | 14,1%             |
|           | 3         | FOX España | 8        | 23 d'abril de 2018 | -                   | -                 | -                 |
| Total     | Total     | Total      | 32       | 20 d'abril de 2015 | -                   | 2 985 000         | 17,0%             |

### Primera temporada: 2015
| Nº (sèrie) | Nº (temp.) | Títol                            | Director/s                     | Data d'emissió      | Audiència         |
| 1          | 1          | Un mal día                       | Jesús Colmenar                 | 20 d'abril de 2015  | 4 308 000 (22,4%) |
| 2          | 2          | Cosiendo a Campanilla            | Jesús Rodrigo                  | 27 d'abril de 2015  | 4 085 000 (21,4%) |
| 3          | 3          | Lo que sucede, conviene          | Sandra Gallego                 | 4 de maig de 2015   | 3 890 000 (20,9%) |
| 4          | 4          | Un día de campo                  | David Molina                   | 11 de maig de 2015  | 3 928 000 (21,2%) |
| 5          | 5          | La cruda realidad                | Jesús Colmenar                 | 18 de maig de 2015  | 3 907 000 (21,1%) |
| 6          | 6          | Te vendrán a buscar...           | Jesús Rodrigo                  | 28 de maig de 2015  | 3 246 000 (17,9%) |
| 7          | 7          | A las cinco en punto de la tarde | Sandra Gallego i David Molina  | 4 de juny de 2015   | 3 028 000 (17,7%) |
| 8          | 8          | Pretty Woman                     | David Molina i Jesús Colmenar  | 11 de juny de 2015  | 3 585 000 (20,9%) |
| 9          | 9          | Negra, negrita, negrata          | Jesús Colmenar i Jesús Rodrigo | 18 de juny de 2015  | 3 037 000 (17,7%) |
| 10         | 10         | Gato gris                        | Sandra Gallego i David Molina  | 25 de juny de 2015  | 2 903 000 (17,8%) |
| 11         | 11         | El principio de las tortugas     | Jesús Colmenar i Jesús Rodrigo | 2 de juliol de 2015 | 3 100 000 (19,4%) |

(*) La plataforma Netflix accepta com a títol del primer capítol (1x01) Mosquita muerta.

### Segona temporada: 2016
| Nº (sèrie) | Nº (temp.) | Títol                       | Director/s                                    | Data d'emissió     | Audiència         |
| 12         | 1          | A un mono, dos pistolas     | Jesús Colmenar                                | 31 de març de 2016 | 2 848 000 (16,2%) |
| 13         | 2          | Hogar, dulce hogar          | Jesús Rodrigo                                 | 7 d'abril de 2016  | 2 511 000 (13,8%) |
| 14         | 3          | La gallinita                | Sandra Gallego                                | 14 d'abril de 2016 | 2 460 000 (13,8%) |
| 15         | 4          | La teoría de Darwin         | Jesús Colmenar                                | 21 d'abril de 2016 | 2 158 000 (12,2%) |
| 16         | 5          | En la línea de fuego        | Jesús Rodrigo                                 | 27 d'abril de 2016 | 2 301 000 (13,2%) |
| 17         | 6          | Los mandriles               | Sandra Gallego i Jesús Colmenar               | 4 de maig de 2016  | 2 348 000 (13,4%) |
| 18         | 7          | Bon appétit                 | Jesús Colmenar i Jesús Rodrigo                | 11 de maig de 2016 | 2 550 000 (15,0%) |
| 19         | 8          | La vida sigue               | Jesús Rodrigo i Sandra Gallego                | 18 de maig de 2016 | 2 390 000 (13,8%) |
| 20         | 9          | Pillarse los dedos          | Jesús Colmenar i Álex Rodrigo                 | 25 de maig de 2016 | 2 253 000 (13,2%) |
| 21         | 10         | Pecados y confusiones       | Sandra Gallego i Jesús Rodrigo                | 1 de juny de 2016  | 2 199 000 (12,6%) |
| 22         | 11         | Patrona de los desamparados | Jesús Colmenar i Álex Rodrigo                 | 8 de juny de 2016  | 2 522 000 (15,1%) |
| 23         | 12         | Plátano y limón             | Jesús Rodrigo i Sandra Gallego                | 15 de juny de 2016 | 2 332 000 (14,4%) |
| 24         | 13         | Líquido                     | Jesús Colmenar, Álex Rodrigo i Sandra Gallego | 22 de juny de 2016 | 2 649 000 (16,4%) |

(*) A Netflix, el quart episodi (2x04) es titula Un cadáver en el maletero. A la mateixa plataforma, l'onzè capítol (2x11) es titula Patrona de los desesperados, a la vegada que a HBO es titula El límite de las fuerzas.

### Tercera temporada: 2018
| Nº (sèrie) | Nº (temp.) | Títol                                  | Director/s                    | Data d'emissió     | Audiència      |
| 25         | 1          | Cruz del Norte                         | Jesús Colmenar                | 23 d'abril de 2018 | 151 000 (0,8%) |
| 26         | 2          | Muy fácil o muy difícil                | Jesús Colmenar                | 30 d'abril de 2018 | 124 000 (0,7%) |
| 27         | 3          | Un grano de arroz                      | Sandra Gallego                | 7 de maig de 2018  | 163 000 (0,9%) |
| 28         | 4          | La bandera en el muro                  | Sandra Gallego                | 14 de maig de 2018 | 164 000 (0,9%) |
| 29         | 5          | Alguien a quien le importas una mierda | David Molina                  | 21 de maig de 2018 |                |
| 30         | 6          | Seis meses dan para mucho              | Sandra Gallego i David Molina | 28 de maig de 2018 |                |
| 31         | 7          | Fuimos niñas                           | Sandra Gallego                | 4 de juny de 2018  |                |
| 32         | 8          | Lo que sabemos de los monstruos        | David Molina                  | 11 de juny de 2018 |                |

## Premis
| Any  | Premi                                         | Categoria                            | Artista o treball nominat               | Resultat    |
| ---- | --------------------------------------------- | ------------------------------------ | --------------------------------------- | ----------- |
| 2015 | FesTVal de Televisión y Radio de Vitoria 2015 | Descobriment de l'any                | Vis a vis                               | Guanyadora  |
| 2015 | Premis Ondas 2015                             | Millor interpretació femenina        | Actrius de Vis a vis                    | Guanyadores |
| 2015 | Premios Madrid Imagen (MIM Series) 2015       | Millor actriu dramàtica de televisió | Maggie Civantos                         | Guanyadora  |
| 2016 | Festival de Luchon (França)                   | Millor ficció espanyola              | Vis a vis                               | Guanyadora  |
| 2016 | Premis Paramount Channel                      | Millor malvat                        | Najwa Nimri                             | Guanyadora  |
| 2016 | Premis Paramount Channel                      | Millor actor/actriu revelació        | Berta Vázquez                           | Guanyadora  |
| 2016 | Premis Fotogrames de Plata 2015               | Millor sèrie espanyola               | Vis a vis                               | Nominada    |
| 2016 | XXV Premis Unió d'Actors i Actrius            | Actriu protagonista                  | Maggie Civantos                         | Guanyadora  |
| 2016 | XXV Premis Unió d'Actors i Actrius            | Actriu protagonista                  | Najwa Nimri                             | Nominada    |
| 2016 | XXV Premis Unió d'Actors i Actrius            | Actriu secundària                    | Alba Flores                             | Nominada    |
| 2016 | XXV Premis Unió d'Actors i Actrius            | Actriu de repartiment                | Inma Cuevas                             | Guanyadora  |
| 2016 | XXV Premis Unió d'Actors i Actrius            | Actriu de repartiment                | Marta Aledo                             | Nominada    |
| 2016 | XXV Premis Unió d'Actors i Actrius            | Actor protagonista                   | Roberto Enríquez                        | Nominat     |
| 2016 | Premis Iris                                   | Millor ficció                        | Vis a vis                               | Nominada    |
| 2016 | Premis Iris                                   | Millor producció                     | Cristina López Ferrar Juan López Olivar | Nominats    |
| 2016 | Premis Iris                                   | Millor actor                         | Carlos Hipólito                         | Nominat     |
| 2016 | Premis Iris                                   | Millor actriu                        | Najwa Nimri                             | Nominada    |
| 2016 | Premios Madrid Imagen (MIM Series) 2016       | Millor sèrie dramàtica               | Vis a vis                               | Guanyadora  |
| 2016 | Premios Madrid Imagen (MIM Series) 2016       | Millor direcció                      | Vis a vis                               | Nominada    |
| 2017 | Premis Feroz                                  | Sèrie dramàtica                      | Vis a vis                               | Nominada    |
| 2017 | Premis Feroz                                  | Actriu protagonista d'una sèrie      | Maggie Civantos                         | Nominada    |
| 2017 | Premis Feroz                                  | Actriu protagonista d'una sèrie      | Najwa Nimri                             | Nominada    |
| 2017 | Premis Feroz                                  | Actriu de repartiment d'una sèrie    | Inma Cuevas                             | Nominada    |
| 2017 | Premis Feroz                                  | Actriu de repartiment d'una sèrie    | Alba Flores                             | Nominada    |
| 2017 | Premis Fotogrames de Plata 2016               | Millor sèrie espanyola               | Vis a vis                               | Guanyadora  |
| 2017 | Premis Fotogrames de Plata 2016               | Actriu de televisió                  | Najwa Nimri                             | Nominada    |
| 2017 | XXVI Premis Unió d'Actors i Actrius           | Actor protagonista                   | Roberto Enríquez                        | Nominat     |
| 2017 | XXVI Premis Unió d'Actors i Actrius           | Actriu protagonista                  | Maggie Civantos                         | Nominada    |
| 2017 | XXVI Premis Unió d'Actors i Actrius           | Actriu protagonista                  | Najwa Nimri                             | Nominada    |
| 2017 | XXVI Premis Unió d'Actors i Actrius           | Actriu secundària                    | Alba Flores                             | Guanyadora  |
| 2017 | XXVI Premis Unió d'Actors i Actrius           | Actriu secundària                    | María Isabel Díaz                       | Nominada    |
| 2017 | XXVI Premis Unió d'Actors i Actrius           | Actriu de repartiment                | Inma Cuevas                             | Guanyadora  |
| 2017 | IV Premis Fénix                               | Repartiment d'actors                 | Repartiment d'actors                    | Nominada    |